# Kanton Ussel-Est
Kanton Ussel-Est (francouzsky Canton d'Ussel-Est) je francouzský kanton v departementu Corrèze v regionu Limousin. Tvoří ho pět obcí.

## Obce kantonu
- Mestes
- Saint-Étienne-aux-Clos
- Saint-Exupéry-les-Roches
- Saint-Fréjoux
- Ussel (východní část)
- Valiergues